# Ákos Hudi
Dans le nom hongrois Hudi Ákos, le nom de famille précède le prénom, mais cet article utilise l’ordre habituel en français Ákos Hudi, où le prénom précède le nom.
Ákos Hudi (né le 10 août 1991) est un athlète hongrois spécialiste du lancer du marteau.

## Carrière
Après deux médailles d'argent en tant que junior, il devient vice-champion d'Europe espoirs à Tampere en 2013.

### Palmarès
| Date | Compétition                                  | Lieu                  | Résultat | Performance |
| ---- | -------------------------------------------- | --------------------- | -------- | ----------- |
| 2009 | Championnats d'Europe junior                 | Novi Sad              | 2e       | 79,14 m     |
| 2010 | Championnats du monde junior                 | Moncton               | 2e       | 78,37 m     |
| 2013 | Coupe d'Europe hivernale des lancers espoirs | Castellón de la Plana | 2e       | 70,20 m     |
| 2013 | Championnats d'Europe espoirs                | Tampere               | 2e       | 74,06 m     |

### Records
| Épreuve           | Performance | Lieu     | Date            |
| ----------------- | ----------- | -------- | --------------- |
| Lancer du marteau | 76,93 m     | Budapest | 21 juillet 2013 |